# Alec Lindsay
Alec Lindsay (Bury, 27 de febrero de 1948) es un exfutbolista que jugaba en Bury, Liverpool y Stoke City.